# Сухоруков, Виктор Иванович
Ви́ктор Ива́нович Сухору́ков (род. 10 ноября 1951, Орехово-Зуево, Московская область, СССР) — советский и российский актёр театра, кино, озвучивания и дубляжа; народный артист Российской Федерации (2008).

## Биография
Родился 10 ноября 1951 года в городе Орехово-Зуево Московской области. В 1970 году окончил школу № 14 г. Орехово-Зуево. Прошёл службу в Советской армии, в Астраханской области (Капустин Яр, полковая школа подготовки младших командиров). Проработал несколько лет на Орехово-Зуевской ткацкой фабрике.
С 1974 по 1978 годы учился в ГИТИСе (курс В. П. Остальского, педагог Л. Князева). Учился на одном курсе с Татьяной Догилевой и Юрием Стояновым, который являлся соседом Сухорукова по комнате в общежитии института. Стоянов при этом был самым младшим на курсе, а Сухоруков — самым старшим.
По окончании ГИТИСа по приглашению Петра Фоменко уехал в Ленинград и поступил в Театр комедии имени Н. П. Акимова, где был утверждён на главную роль в спектакле «Добро, ладно, хорошо» по произведениям Василия Белова.
В 1982 году из-за увлечения спиртным был уволен из труппы без права устройства на работу в течение полугода. На несколько лет он выпал из профессии, бедствовал, бродяжничал. Работал грузчиком, посудомойщиком, хлеборезом. В итоге, сменив несколько театров Ленинграда, вновь оказался в труппе Театра комедии.
В 1986 году Сухоруков был принят в Ленинградский государственный театр имени Ленинского комсомола. Здесь он сыграл в спектаклях «Стойкий оловянный солдатик» (1986), «Женитьба Белугина» (1987), «Дракон» (1988), «Да здравствует глупость!» (1991), «Дети райка» (1991).
В кино до конца 1980-х годов был практически не востребован. Новая жизнь актёра началась в 1989 году, когда режиссёр Юрий Мамин пригласил его на большую роль в комедии-фарсе «Бакенбарды» об обществе пушкинистов. Фильм оказался успешным, и актёром заинтересовался молодой режиссёр Алексей Балабанов. Он предложил Сухорукову сняться в его ленте «Счастливые дни» по мотивам произведений Сэмюэла Беккета, и актёр согласился. Сухоруков заявлял: «Своими картинами Балабанов „сделал“ меня, а я помог ему».
В 1997 году на экраны вышел фильм Алексея Балабанова «Брат» и к Сухорукову, которому на тот момент было уже 45 лет, пришла всероссийская известность, подкреплённая фильмом «Брат 2».
В середине 1990-х годов несколько раз снимался в программе «Городок» в рубрике «Приколы нашего городка».
Вплоть до 2003 года Сухорукову доставались исключительно отрицательные роли. Новый этап в творчестве Сухорукова начался после того, как ему предложили роли в исторических картинах — графа Палена в фильме Ильи Хотиненко «Золотой век» и Павла I в фильме Виталия Мельникова «Бедный, бедный Павел». 

Я был очень счастлив, буквально ошарашен этим предложением — я ведь никогда таких ролей не играл! Наконец-то появился шанс доказать, что я не только бритоголовый, не только отморозок, не только урод! Я мог уничтожить этот стереотип, показать свои актёрские способности, умение перевоплощаться!
 За роль императора Павла I он в 2004 году был удостоен кинопремии «Ника».
Приглашался в Голливуд сниматься в фильме «бондианы» «Умри, но не сейчас», но отказался, потому что играл в спектакле Олега Меньшикова «Игроки».
В 2016 году губернатор Московской области Андрей Воробьёв наградил Сухорукова знаком преподобного Сергия Радонежского. Виктор Сухоруков является Почётным гражданином своего родного города Орехово-Зуево. 9 сентября 2016 года ему там установлен бронзовый памятник.
Премия «Золотой орёл» 2011 года за лучшую мужскую роль второго плана в фильме «Овсянки».
В 2017 году, говоря о ролях, которые характеризуют актёра наилучшим образом, Сухоруков назвал такие фильмы, как «Комедия строгого режима», «Про уродов и людей», «Бедный, бедный Павел», «Остров», «Не хлебом единым» и «Агитбригада „Бей врага!“».
В июле 2021 года уволился из Театра имени Моссовета.

## Общественная позиция
Поддерживает политику Владимира Путина, заявил, что Путин это «историческая, сильнейшая личность, уникальная личность нашего времени. Да за один Крымский мост его можно на иконе рисовать».
Поддержал вторжение России на Украину: 
Я против поражения в этой военной операции. Если армия, огромное число подготовленных военными академиями людей вместе с гражданской властью решили, что нужно это сделать, значит, в этом возникла кровная, жизненная необходимость.
В 2024 году стал доверенным лицом кандидата в президенты России Владимира Путина.

## Санкции
7 января 2023 года Сухоруков внесён в санкционные списки Украины лиц, «которые публично призывают к агрессивной войне, оправдывают и признают законной вооруженную агрессию РФ против Украины, временную оккупацию территории Украины».

## Личная жизнь
Не женат. Детей нет.

## Творчество

### Роли в театре

#### Ленинградский театр комедии(1979—1983)
- «Добро. Ладно. Хорошо» В. Белов — Кузьма Егорович;
- «Характеры» В. Шукшин — Андрей Ерин
- «Тёркин на том свете» А. Твардовский — солдат
- «Сказка Арденского леса» Ю. Ким — Гильом
- «Троянской войны не будет» Ж. Жироду — евнух
- «Мельница счастья» В. Мережко — второй брат

#### Ленинградский театр имени Ленинского комсомола(1987—1993)
- «Женитьба Белугина» А. Островский и Н. Соловьев в постановке Г. Егорова — Прохор
- «Дракон» Е. Шварц в постановке Г. Егорова — Кот
- «Дети райка» Ж. Превер — директор театра
- «Да здравствует глупость!»
- «Как вам это понравится» У. Шекспир — пастух Коринн
- «Стойкий оловянный солдатик» С. Баневича и Н. Денисова в постановке Г. Егорова — Крот

#### Ленинградский театр «На Литейном»(1994—1995)
- «Кремлёвские куранты, или приезжайте к нам лет эдак через…» А. Тигай (роль — В. И. Ленин).

#### Театр комедии имени Н. П. Акимова(1995—2000)
- «Клавир для начинающих карьеру» М. Салтыков-Щедрин — Свистиков
- «Мой вишнёвый садик» А. Слаповский — Виктор Розов
- «Даёшь Америку!!!» («Слон») А. Копков — Иван Давыдыч
- «Влюблённые» К. Гольдони — Ридольфо
- «Деревенская жена» У. Уичерли — лекарь

#### Прочие театры
- 2000 — «Маленький принц» А. Сент-Экзюпери (Театральное агентство «БОГИС») — лётчик / король / честолюбец / пьяница / делец
- 2002 — «Игроки» Н. В. Гоголя (Театральное товарищество 814) — помещик Михал Александрович Глов / чиновник из приказа Замухрышкин. Режиссёр: Олег Меньшиков[19][20].
- 2003 — «Лир» У. Шекспира (Театр имени Вахтангова) — шут
- 2003 — «Человек из ресторана» Ивана Шмелёва (Театральное агентство «БОГИС») — официант Скороходов
- 2010 — «Царство отца и сына» (по А. К. Толстому) (Театр имени Моссовета) — царевич, затем — царь Фёдор Иоаннович[21]
- 2010 — «Р. Р. Р.» (по роману Ф. М. Достоевского «Преступление и наказание»)[22] — Порфирий Петрович
- 2011 — «Тартюф» (по Мольеру) (Театр на Малой Бронной) — Тартюф (святоша)
- 2013 — Театральная компания «Свободная сцена» — «Старший сын» А. Вампилова — Андрей Григорьевич Сарафанов
- 2014 — «Улыбнись нам, Господи» (по Григорию Кановичу) (Театр имени Вахтангова) — Авнер Розенталь
- 2014 — «Римская комедия (Дион)» (по Л. Г. Зорину) (Театр имени Моссовета) — император Домициан
- 2017 — «Старший сын» А. Вампилова (Театр эстрады) — Андрей Григорьевич Сарафанов

### Фильмография
| Год       |     | Название                                                                    | Роль |
| --------- | --- | --------------------------------------------------------------------------- | --- |
| 1983      | ф   | Мера пресечения                                                             | подсудимый |
| 1983      | ф   | Магия чёрная и белая                                                        | Кухтин, отец Севы |
| 1983      | ф   | Ювелирное дело                                                              | Вася, сообщник Черемных |
| 1984      | ф   | Макар-следопыт                                                              | Имя персонажа не указано |
| 1985      | ф   | Порох                                                                       | Имя персонажа не указано |
| 1988      | ф   | Презумпция невиновности                                                     | проводник из соседнего вагона                                                                                                   |
| 1989      | ф   | Бакенбарды                                                                  | Виктор |
| 1991      | ф   | Счастливые дни                                                              | Он |
| 1991      | ф   | Крепкий мужик                                                               | бригадир Шурыгин |
| 1991      | ф   | Австрийское поле                                                            | Имя персонажа не указано |
| 1992      | ф   | Комедия строгого режима                                                     | заключённый Григорий Зуев (кличка Плешак) / Ленин                                                                               |
| 1992      | ф   | Тьма                                                                        | офицер |
| 1992      | ф   | Ключ                                                                        | сыщик |
| 1993      | ф   | Хромые внидут первыми                                                       | Руфус-изгой |
| 1993      | ф   | Пленники удачи                                                              | Яков-горбун |
| 1994      | ф   | Замок                                                                       | Иеремия, помощник Землемера |
| 1994      | ф   | Год собаки                                                                  | продавец бюстгальтеров |
| 1995      | ф   | Музыка любви: Роберт и Клара Шуман / La musique de l’amour: Robert et Clara | попутчик |
| 1995      | ф   | Вошедший в сияние                                                           | Синий Волшебник |
| 1995—1998 | с   | Городок                                                                     | камео |
| 1996      | ф   | Операция «С Новым годом!»                                                   | первый киллер |
| 1997      | ф   | Брат                                                                        | Виктор Сергеевич Багров, брат Данилы, киллер по кличке «Татарин» (озвучивание: Алексей Полуян)                                  |
| 1997      | ф   | Все мои Ленины / Minu Leninid (Эстония)                                     | Ленин / Иван |
| 1997—1998 | с   | Улицы разбитых фонарей                                                      | Караваев («Ленин») |
| 1998      | ф   | Домовой старого замка                                                       | домовой |
| 1998      | ф   | Про уродов и людей                                                          | Виктор Иванович, подручный Иогана                                                                                               |
| 1998      | ф   | Любовь зла                                                                  | Чай-Наган / владелец скотобойни (озвучивание: Алексей Золотницкий)                                                              |
| 1998—1999 | с   | Улицы разбитых фонарей 2                                                    | «Ленин» / Артист Витя Сухоруков                                                                                                 |
| 2000      | ф   | Брат 2                                                                      | Виктор Сергеевич Багров, брат Данилы, милиционер, бывший киллер по кличке «Татарин» (озвучивание: Алексей Полуян)               |
| 2000      | ф   | Бандитский Петербург. Фильм 2. Адвокат                                      | Валерий Петрович Глазанов, депутат Санкт-Петербургского городского Совета народных депутатов, человек «Антибиотика» (6—7 серии) |
| 2000      | ф   | Алхимики                                                                    | Дреггер |
| 2001      | ф   | Старые песни о главном. Постскриптум                                        | управляющий отеля |
| 2000—2001 | с   | Дальнобойщики                                                               | «бухгалтер» |
| 2002      | ф   | Сказ про Федота-стрельца                                                    | «То-Чего-Не-Может-Быть» |
| 2002      | ф   | Русские страшилки                                                           | Семён Абрамович Шверубович |
| 2002      | ф   | Шукшинские рассказы (новелла «Другая жизнь»)                                | генерал Малафейкин |
| 2002      | ф   | Антикиллер                                                                  | Александр Сомов («Амбал»), главарь банды беспредельщиков                                                                        |
| 2002      | ф   | Русский спецназ                                                             | «Шестипалый», главный террорист                                                                                                 |
| 2002      | тсп | Игроки                                                                      | Михаил Александрович Глов-старший / чиновник Псой Стахич Замухрышкин                                                            |
| 2003      | ф   | Театральный роман                                                           | Филипп Филиппыч Тулумбасов |
| 2003      | ф   | Золотой век                                                                 | граф Пётр Алексеевич Пален |
| 2003      | ф   | Теория запоя                                                                | шофёр |
| 2003      | с   | Желанная                                                                    | Берия |
| 2003      | ф   | Бедный, бедный Павел                                                        | Павел I, император |
| 2004      | ф   | Богиня: как я полюбила                                                      | Виктор Илиазарович, отец пропавшего ребёнка                                                                                     |
| 2004      | ф   | Шиzа                                                                        | Виктор Иванович, доктор |
| 2004      | ф   | Изгнанник                                                                   | Калеузов, следователь |
| 2004      | с   | Таксист                                                                     | Григорий Пельменштейн |
| 2005      | ф   | Ночной продавец                                                             | дневной продавец |
| 2005      | с   | Звезда эпохи                                                                | Никита Хрущёв |
| 2005      | ф   | Первый после Бога                                                           | матрос-акустик (гидроакустик)                                                                                                   |
| 2005      | с   | Сатисфакция                                                                 | Александр Христофорович Бенкендорф, начальник тайной полиции                                                                    |
| 2005      | с   | Атаман                                                                      | банкир Ремнёв |
| 2005      | ф   | Жмурки                                                                      | Степан Воронов, старший лейтенант милиции («Легавый»)                                                                           |
| 2005      | кор | Случайный взгляд                                                            | Сафронов, житель котлована |
| 2005      | ф   | Не хлебом единым                                                            | Леонид Иванович Дроздов, генерал-майор, директор завода                                                                         |
| 2006      | ф   | Пушкин. Последняя дуэль                                                     | Александр Петрович Галахов, полковник                                                                                           |
| 2006      | ф   | Остров                                                                      | отец Филарет, настоятель монастыря                                                                                              |
| 2007      | ф   | Дерзкие дни                                                                 | мэр города |
| 2007      | ф   | Агитбригада «Бей врага!»                                                    | Никанор Васильевич Калинкин (контуженный солдат)                                                                                |
| 2007      | ф   | Лучшее время года                                                           | Вася-«Сапёр» |
| 2008      | ф   | Без вины виноватые                                                          | Шмага |
| 2008      | ф   | Пассажирка                                                                  | Пётр Никитич, капитан клипера «Смелый»                                                                                          |
| 2008      | ф   | Марево                                                                      | Акакий Акакиевич Башмачкин |
| 2009      | ф   | Кошечка (новелла «Странный сон»)                                            | младенец Серёжа |
| 2009      | ф   | Сынок                                                                       | отец-одиночка Игорь Павлович Смирнов                                                                                            |
| 2009      | ф   | Гамлет. XXI век                                                             | Озрик |
| 2010      | ф   | В стиле Jazz                                                                | Виктор Иванович, режиссёр |
| 2010      | ф   | Дочь якудзы                                                                 | учитель |
| 2010      | ф   | Овсянки                                                                     | Всеволод (псевдоним — Веса) Сергеев, отец Аиста, мерянский поэт-самоучка                                                        |
| 2011      | с   | Фурцева                                                                     | Никита Хрущёв |
| 2012      | ф   | Искупление                                                                  | Франя |
| 2012      | кор | Чиппендейл                                                                  | Михаил |
| 2013      | ф   | Путь Лидера                                                                 | Дмитрий Изотович Погорелов, преподаватель в Днепродзержинском ПТУ, куратор                                                      |
| 2013      | ф   | Апофегей                                                                    | Василий Иванович Мушковец |
| 2013      | ф   | Weekend                                                                     | Виктор Иванович Маковский, следователь                                                                                          |
| 2013      | с   | Новая жизнь                                                                 | дядя Вася |
| 2014      | ф   | 22 минуты                                                                   | Владимир Васильевич Уколов, капитан 1-го ранга                                                                                  |
| 2014      | ф   | Седьмая руна                                                                | Юрий Николаевич Чистяков |
| 2014      | ф   | Тайна тёмной комнаты                                                        | Имя персонажа не указано |
| 2014      | док | Вилли и Ники                                                                | Вильгельм II, германский кайзер                                                                                                 |
| 2015      | ф   | Орлеан                                                                      | экзекутор Павлючек |
| 2015      | ф   | Овечка Долли была злая и рано умерла                                        | Артём Сергеевич, декан института по прозвищу «Громозека»                                                                        |
| 2015      | ф   | Охрана                                                                      | Вольфрам Антонович |
| 2015      | ф   | Глубина                                                                     | водитель Дибенко |
| 2016      | ф   | Рай                                                                         | Генрих Гиммлер |
| 2017      | с   | Физрук                                                                      | Эрнест Петрович Шиловский |
| 2017      | ф   | Мот Нэ                                                                      | Хомичёв, руководитель компании                                                                                                  |
| 2017      | кор | Дима                                                                        | Дима в 50 лет |
| 2018      | с   | Годунов                                                                     | Малюта Скуратов, главный царский опричник                                                                                       |
| 2018      | ф   | Звёзды                                                                      | Юрий Алексеевич Дербенёв, учитель русского языка из Узбекистана                                                                 |
| 2019—2020 | с   | 100янов шоу                                                                 | разные роли |
| 2020      | с   | Грозный                                                                     | глава опричнины Малюта Скуратов                                                                                                 |
| 2020      | ф   | Огонь                                                                       | Окопыч, пилот вертолёта (с любовью называемого Окопычем «Ларисой Ивановной») «Авиалесоохраны»                                   |
| 2021      | ф   | Чемпион мира                                                                | Виктор Давыдович Батуринский, директор Центрального шахматного клуба, руководитель команды Анатолия Карпова                     |
| 2022      | с   | Кунгур                                                                      | Середа |
| 2022      | с   | Цыплёнок жареный                                                            | «дядя Коля», криминальный авторитет                                                                                             |
| 2022      | ф   | Своя война                                                                  | Иваныч |
| 2023      | с   | Мир! Дружба! Жвачка!                                                        | Максим Николаевич, отец Ксюхи, полковник милиции в отставке                                                                     |
| 2023      | ф   | Пять процентов                                                              | Крохин-Нахимсон |
| 2023      | ф   | Микулай                                                                     | Микулай |
| 2023      | ф   | Ласточка                                                                    | дед Петя |
| 2024      | с   | Последний богатырь. Наследие                                                | вождь чудей |
| 2025      | ф   | Красавица (в производстве)                                                  | Имя персонажа не указано |

#### Озвучивание фильмов
- 1996 — Операция «С Новым годом!» — полковник (роль Бориса Чердынцева)
- 1998 — Хрусталёв, машину! — дворник
- 2000 — Луной был полон сад — тип на рынке, продававший Карацупу

#### Озвучивание мультфильмов
- 1999 — Приключения в Изумрудном городе — тыквоголовый Джек
- 2003 — Карлик Нос — суеверный стражник
- 2004 — Про барана и козла — Козёл
- 2005 — Зови меня Джинн — Рыба-Джинн
- 2008 — Про Федота-стрельца, удалого молодца — Царь
- 2011 — Иван Царевич и Серый Волк — первый министр
- 2012 — Как Гонсукэ лису ловил — авторский текст
- 2022 — Суворов: Великое путешествие — Павел I

#### Видеоклипы и концерты
- В 2000 году снялся в клипе «Вечно молодой» (на саундтрек к фильму «Брат 2») группы «Смысловые галлюцинации». В том же году выступил ведущим концерта «Брат 2. Живьём в Олимпийском», на котором были исполнены песни из фильма.

## Награды и звания
- Орден Почёта (29 апреля 2019) — за большой вклад в развитие отечественной культуры и искусства, многолетнюю плодотворную деятельность[24].
- Орден Дружбы (17 ноября 2011) — за большие заслуги в развитии отечественной культуры и искусства, многолетнюю плодотворную деятельность[25].
- Знак преподобного Сергия Радонежского (Московская область, 2016).
- Медаль «В ознаменование 10-летия возвращения Севастополя в Россию» (Севастополь, 22 октября 2024)[26].
- Медаль «За освобождение Крыма и Севастополя» (17 марта 2014) — за личный вклад в дело по возвращению Крыма в Россию[27].
- Народный артист Российской Федерации (11 марта 2008) — за большие заслуги в области искусства[28][29].
- Заслуженный артист Российской Федерации (3 апреля 2002) — за заслуги в области искусства[30].
- Почётный гражданин города Орехово-Зуево (26 октября 2006).

## Увековечивание
9 сентября 2016 года в Орехове-Зуеве на улице Ленина была открыта бронзовая статуя Виктора Сухорукова. Актёр изображён сидящим на бронзовой лавочке.